# Настільний теніс на літніх Олімпійських іграх 2020
Змагання з настільного тенісу на літніх Олімпійських іграх 2020 відбулися з 24 липня до 6 серпня 2021 року в Токійському палаці спорту. В них взяли участь 172 настільні тенісисти.

## Кваліфікація
Кожну країну могли представляти не більш як шість спортсменів - два чоловіки і дві жінки в одинарних розрядах і не більш як по одній команді в чоловічому і жіночому командних змаганнях, а також не більш як по одній змішаній парі.
Як країна-господарка, Японія автоматично виставила шість спортсменів, - команду з трьох чоловіків та команду з трьох жінок, кожен із яких взяв участь і в одинарних змаганнях, а також пару в змішаному розряді.
На командні змагання кваліфікувалося 16 команд. Кожен континент (Америка була розділена на Північну Америку та Південну Америку для участі у змаганнях ITTF) провів відбіркові змагання, на яких розігрувалось по одній командній квоті. Дев'ять команд визначились за результатами світового кваліфікаційного турніру. Японії, як господарці, гарантовано командну квоту.
У змішаному парному розряді також кваліфікувалось 16 пар. Кожен континент (Америка була розділена на Північну та Південну Америку для участі в змаганнях ITTF) провів відбіркові змагання, на яких розігрувалось по одній квоті. Чотири пари визначаються за підсумками Гранд-фіналу світового туру 2019, а п'ять - світового туру 2020. Японії також гарантовано квоту. Якщо від однієї НОК кваліфікувалась і змішана пара, і команда однієї або обох статей, то гравець парного розряду мав бути водночас і учасником команди своєї статі.
В індивідуальні дисципліни могло кваліфікуватись від 64 до 70 гравців. Кожен НОК, команда якого кваліфікувалась, мав право виставити на індивідуальні змагання по 2 члени цієї команди. 22 квоти розподілено через континентальні чемпіонати особам, що належать до НОК, команди яких не кваліфікувались. Одну квоту мала право розподіляти Тристороння комісія. Решту від загальної кількості 172 квот розподілено за підсумками фінального світового відбіркового турніру в одинарному розряді (не менш як дві і не більш як вісім квот), а потім згідно зі світовим рейтингом ITTF.

## Розклад змагань
| П | Попередній раунд | ¼ | Чвертьфінали | ½ | Півфінали | Ф | Фінал |

| Дисципліна↓/Дата →          | Суб 24 | Нед 25 | Нед 25 | Пон 26 | Вів 27 | Сер 28 | Чет 29 | Чет 29 | П'ят 30 | Суб 31 | Нед 1 | Пон 2 | Пон 2 | Вів 3 | Вів 3 | Сер 4 | Сер 4 | Чет 5 | П'ят 6 |
| --------------------------- | ------ | ------ | ------ | ------ | ------ | ------ | ------ | ------ | ------- | ------ | ----- | ----- | ----- | ----- | ----- | ----- | ----- | ----- | ------ |
| одиночний розряд (чоловіки) | П      | П      | П      | П      | П      | ¼      | ½      | ½      | Ф       |        |       |       |       |       |       |       |       |       |        |
| командний розряд (чоловіки) |        |        |        |        |        |        |        |        |         |        | П     | П     | ¼     | ¼     |       | ½     | ½     |       | Ф      |
| одиночний розряд (жінки)    | П      | П      | П      | П      | П      | ¼      | ½      | Ф      |         |        |       |       |       |       |       |       |       |       |        |
| командний розряд (жінки)    |        |        |        |        |        |        |        |        |         |        | П     | П     | ¼     | ¼     | ½     | ½     |       | Ф     |        |
| змішаний парний розряд      | П      | ¼      | ½      | Ф      |        |        |        |        |         |        |       |       |       |       |       |       |       |       |        |

## Країни, що взяли участь
- Алжир  (1)
- Австралія  (6)
- Австрія  (3)
- Бразилія  (6)
- Канада  (3)
- Китай  (6)
- Хорватія  (3)
- Данія  (1)
- Єгипет  (1)
- Фіджі  (1)
- Франція  (6)
- Німеччина  (6)
- Велика Британія  (3)
- Греція  (1)
- Гонконг  (6)
- Угорщина  (5)
- Індія  (4)
- Іран  (1)
- Італія  (1)
- Японія  (6)
- Казахстан  (2)
- Люксембург  (1)
- Монголія  (2)
- Північна Корея  (3)
- Польща  (3)
- Португалія  (4)
- Пуерто-Рико  (3)
- Олімпійський комітет Росії  (3)
- Румунія  (4)
- Саудівська Аравія  (1)
- Сербія  (3)
- Сінгапур  (3)
- Словенія  (3)
- Південна Корея  (6)
- Іспанія  (1)
- Швеція  (3)
- Сирія  (1)
- Китайський Тайбей  (6)
- Україна  (1)
- США  (6)
- Вануату  (2)

## Медальний залік

### Таблиця медалей
*   Країна-господарка (Японія)
| Місце               | Країна              | Золото | Срібло | Бронза | Загалом |
| ------------------- | ------------------- | ------ | ------ | ------ | ------- |
| 1                   | Китай               | 4      | 3      | 0      | 7       |
| 2                   | Японія*             | 1      | 1      | 2      | 4       |
| 3                   | Німеччина           | 0      | 1      | 1      | 2       |
| 4                   | Гонконг             | 0      | 0      | 1      | 1       |
| 4                   | Китайський Тайбей   | 0      | 0      | 1      | 1       |
| Загалом (5 збірних) | Загалом (5 збірних) | 5      | 5      | 5      | 15      |

### Дисципліни
| Дисципліна                  | Золото                                    | Срібло                                                               | Бронза                                                   |
| --------------------------- | ----------------------------------------- | -------------------------------------------------------------------- | -------------------------------------------------------- |
| одиночний розряд (чоловіки) | Ма Лун (CHN)                              | Фань Чженьдун (CHN)                                                  | Овчаров Дмитро Михайлович (GER)                          |
| командний розряд (чоловіки) | Китай (CHN) Фань Чженьдун Ма Лун Сюй Сінь | Німеччина (GER) Овчаров Дмитро Михайлович Патрік Франціска Тімо Болл | Японія (JPN) Мідзутані Дзюн Ніва Кокі Харімото Томокадзу |
| одиночний розряд (жінки)    | Чень Мен (CHN)                            | Сунь Їнша (CHN)                                                      | Іто Міма (JPN)                                           |
| командний розряд (жінки)    | Китай (CHN) Чень Мен Сунь Їнша Ван Манюй  | Японія (JPN) Іто Міма Ісікава Касумі Міу Хірано                      | Гонконг (HKG) Ду Хойкем Lee Ho Ching Minnie Soo Wai Yam  |
| змішаний парний розряд      | Японія (JPN) Мідзутані Дзюн Іто Міма      | Китай (CHN) Сюй Сінь Лю Шівень                                       | Китайський Тайбей (TPE) Lin Yun-ju Чжен Іцзін            |